# David Hogg
David Miles Hogg (nacido el 12 de abril de 2000) es un activista estadounidense que aboga por la restricción de acceso a las armas por parte de los civiles. El 14 de febrero de 2018 sobrevivió al tiroteo en la escuela secundaria Stoneman Douglas de Parkland. Luego del tiroteo se convirtió en un activista contra la posesión de armas por parte de ciudadanos comunes y contra la violencia por armas de fuego en Estados Unidos. Es un miembro fundador del movimiento Never Again MSD que surgió luego del tiroteo en la escuela. También ha liderado protestas de alto perfil, marchas y boicots. Además, ha sido sujeto de teorías conspirativas y acusaciones de parte de grupos de derecha.
Junto a su hermana Lauren, escribió un libro titulado #NeverAgain: A New Generation Draws the Line; un bestseller del The New York Times. Hogg anunció que todos los fondos del libro serían donados a caridad. En septiembre de 2019, Hogg ingresó a la Universidad de Harvard.
Debido a su activismo, dijo haber sido objeto de varios intentos de asesinato, en una entrevista con The Washington Post.

## Primeros años y educación
Antes de ingresar a la Stoneman Douglas High School en Parkland (Florida), Hogg vivía en su ciudad natal de Los Ángeles, California. Es hijo de Kevin Hogg, un exagente del FBI y de Rebecca Boldrick, maestra de las Escuelas Públicas del Condado de Broward en el Condado de Broward, Florida.
Hogg escogió la secundaria Stoneman Douglas debido a que ofrecía producción televisiva. Además es reportero del periódico Sun-Sentinel y se graduó de la escuela el 3 de junio de 2018.
Hogg fue aceptado en muchas universidades, incluyendo la Universidad de California en Irvine, pero decidió tomar un año sabático para enfocarse en las elecciones de término medio de 2018. En diciembre de 2018 anunció que había sido aceptado en la Universidad de Harvard y comenzó sus clases en otoño de 2019.

## Tiroteo en la secundaria Stoneman Douglas
El 14 de febrero de 2018, mientras cursaba su último año escolar, un exalumno llamado Nikolas Cruz ingresó fuertemente armado a la escuela y abrió fuego luego de encender las alarmas de incendio. Hogg, quien estaba en las clases de ciencias ecológicas y medioambientales le advirtió a su profesor de que se escuchaban sonidos similares a disparos. Hogg y otros estudiantes intentaron escapar del edificio pero el jardinero de la escuela se los impidió; a lo que Hogg está agradecido porque de haberlo hecho se hubieran cruzado directamente con el tirador. Una profesora de artes tomó a Hogg y otros estudiantes dentro de un aula y los escondió dentro de un clóset.
Hogg revisó sus redes sociales y supo que el tiroteo se estaba produciendo dentro de su escuela secundaria. Utilizó su teléfono móvil para hablar y "entrevistar" a otros estudiantes mientras estaban escondidos en el clóset y con el propósito de dejar algo en caso de que no sobrevivieran. La hermana de Hogg quien era una estudiante más joven se correspondió mediante mensajes de texto con su hermano mientras el tiroteo ocurría. Luego de una hora, un equipo de SWAT los rescató y Hogg pudo encontrarse con su hermana y padre.

## Activismo en cuanto a las armas de fuego

### Protestas de 2018
Luego del tiroteo en su escuela, Hogg fue un líder en las protestas contra la violencia armada en los Estados Unidos. Junto a otros sobrevivientes se lanzaron a los medios de comunicación para dar su opinión respecto a la violencia por armas de fuego en Estados Unidos. Hogg pidió control más estricto sobre la tenencia de armas e instó a los políticos a no aceptar fondos de la Asociación Nacional del Rifle para sus campañas.
Poco después de su formación, Hogg se unió al movimiento social Never Again MSD. El 21 de febrero de 2018, Hogg viajó con su hermana a Los Ángeles para discutir el tiroteo en El show del Dr. Phil. Allí se reunió con sobrevivientes de la masacre de la Escuela Secundaria de Columbine. En el programa, Hogg y otro estudiante criticaron a la Asociación Nacional del Rifle y a los políticos afiliados a la asociación por los tiroteos escolares. El 21 de febrero de ese año, Hogg rechazó una oferta para encontrarse con el presidente Donald Trump en la Casa Blanca diciendo que el presidente iba a estar en Tallahassee, Florida y que si quería hablar con él, visitara Parkland.

### Reacción de políticos
Hogg ha sido objeto de críticas e insultos por parte de algunos políticos, el candidato del Partido Republicano para la Cámara de Representantes del Estado de Maine Leslie Gibson dijo que Hogg era un "mentiroso de cara afeitada". En respuesta, Hogg llamó a los otros candidatos a criticar al candidato, logrando que Eryn Gilchrist dijera que estaba "horrorizada y avergonzada" por los comentarios de Gibson y decidió presentarse por el Partido Demócrata para competir contra Gibson. El exsenador estatal Thomas Martin, Jr. del Partido Republicano dijo que los comentarios de Gibson no representaban al Partido local en Maine y que se contactaría con los sobrevivientes del tiroteo para inspirarlos y apoyarlos. Gibson bajó su candidatura poco después tras recibir fuertes críticas públicas debido a sus comentarios.

### Reconocimientos y posición sobre la Segunda Enmienda
En abril de 2018, Hogg fue portada de la revista Time junto a otros estudiantes.
Hogg ha expresado estar a favor de la Segunda Enmienda y apoya a los miembros de la Asociación Nacional del Rifle a portar armas legalmente diciendo, "Hablamos mucho de la NRA (siglas en inglés de la organización), y el 99.9% de los miembros de la NRA son portadores respetables, responsables y confiables y los respeto por ello. Unirse a una organización que promueve la portación segura de armas es algo excelente.".
En una entrevista con Fox News dijo que medidas razonables para la regulación de armas de fuego sería la prohibición de posesión de las mismas por parte de personas que sufren enfermedades mentales. Cuando se le preguntó qué nueva legislación le gustaría ver, respondió que "subir la edad de posesión de armas a 21 años, prohibir todos los bump stocks, asegurarnos de tener un perfil de antecedentes universal, asegurarnos de que gente que ha cometido actos de violencia domésticas no pueda adquirir armas; algo difícil en Florida. Algo que no es imposible, y asegurarnos de que gente con pasado criminal o historial de enfermedades mentales no puedan obtener estas armas de destrucción masiva".